# Musculus vastus lateralis
Der Musculus vastus lateralis („seitlicher breiter Muskel“) oder Musculus vastus externus (lat. für „äußerer breiter Muskel“, „äußerer breiter Oberschenkelmuskel“ oder „äußerer Schenkelmuskel“; alter Name: Musculus vastus fibularis, deutsch: „seitlicher Schenkelmuskel“) ist einer der vorderen Muskeln des Oberschenkels. Er ist einer der vier Köpfe des Musculus quadriceps femoris (vierköpfiger Oberschenkelmuskel). In die gemeinsame Ansatzsehne des Quadriceps ist die Kniescheibe als Sesambein eingelagert. Über das Ligamentum patellae ist die Sehne schließlich an der Tuberositas tibiae des Schienbeins befestigt und bildet den Ansatz des Muskels. Der M. vastus lateralis ist der kräftigste Muskelkopf des M. quadriceps femoris.
Der Muskel entspringt an der Basis des Trochanter major und an der Außenfläche des Oberschenkels und setzt folglich den Verlauf des Gluteus medius fort.

## Funktion
Der M. vastus lateralis streckt zusammen mit den anderen Muskeln des M. quadriceps femoris das Kniegelenk. Zudem kann er bei gebeugtem Kniegelenk eine Außenrotation durchführen.
Dysbalancen dieser Muskeln, etwa durch Lähmungen, üben Querkräfte auf die Kniescheibe (Patella) aus, die zu einer habituellen Luxation der Kniescheibe (Patellaluxation) führen können.